# Lokiarchaeota
Lokiarchaeota — передбачуваний тип архей. Тип було описано у 2015 році на підставі генома, зібраного при метагеномному аналізі зразків, отриманих поруч з гідротермальних джерелами в Атлантичному океані на глибині 2,35 км. Філогенетичний аналіз показав, що Lokiarchaeota і еукаріоти утворюють монофілетичний таксон. Геном Lokiarchaeota містить близько 5400 генів, що кодують білки. Серед них були виявлені гени, близькі до генів еукаріот. Зокрема, гени, що кодують білки, що відповідають за зміну форми клітинної мембрани, визначення форми клітини і динамічний цитоскелет. Таким чином, знаходить своє підтвердження еоцитна гіпотеза, згідно з якою еукаріоти представляють собою групу всередині архей, яка придбала мітохондрії.

## Відкриття
Було проведено метагеномний аналіз зразків, зібраних у 2010 році в Атлантичному океані поруч з гідротермальних джерелом Замок Локі. Перед цим було показано наявність в зразках великої кількості нових груп архей. Через низьку щільності клітин у зразку вийшла послідовність генів що відбувається не від ізольованої клітини, а є комбінацією генетичних фрагментів. В результаті було зібрано на 92 % повний геном, що надмірний в 1,4 рази, який привласнили роду Lokiarchaeum. Хоча метагеномний аналіз показав наявність генома цього організму у зразку, сам організм не було культивовано.
Виділення нового типу Lokiarchaeota було запропоновано за допомогою філогенетичного аналізу, в якому розглядалася низка висококонсервативних білоккодуючих генів. Хоча тип отримав свою назву на честь гідротермального джерела, з якого був узятий зразок, воно також відсилає до давньоскандинавського бога Локі. У літературі бог Локі постає складною, суперечливою і двоїстою фігурою, що викликає масу суперечок у фахівців з міфології, за аналогією з набираючими оборот дебатами про походження еукаріот.

## Опис
Геном Lokiarchaeum включає 5381 білок-кодуюючого гена. З них 32 % не відповідають будь-який відомий білок, 26 % близько нагадують білки архей, а 29 % відповідають бактеріальним білкам. Цей результат пояснюються тим, що, по-перше, білки, що належать новому типу архей, що має мало близьких родичів або позбавленому їх зовсім, складно віднести до правильного домену, і, по-друге, попередні дослідження показали наявність значного горизонтального перенесення генів між бактеріями і археями. Невелика, але важлива частка білків (175, 3,3 %) найближче стоять до білків еукаріот. Ряд даних вказує на те, що ці білки з'явилися в зразку не через забруднення еукариотичними клітинами, а належать саме Lokiarchaeum. По-перше, гени, схожі на еукаріотичні, завжди були фланковані (оточені) прокариотичними генами; по-друге, ці гени були присутні у зразку у величезних кількостях, у той час як справжня еукаріотична ДНК там виявлена лише в кількостях слідів, а характерні для еукаріот гени 18S рРНК зовсім не знайдені; по-третє, попередній філогенетичний аналіз показав, що ці гени відділилися ще на самому початку древа еукаріот.
У еукаріот аналогічні білки беруть участь в деформації клітинної мембрани, підтримки форми клітини, а також входять до складу динамічного білкового цитоскелету. У зв'язку з цим передбачається, що у Lokiarchaeum можуть бути присутніми вищеперелічені риси, зокрема, цитоскелет. Інший білок, загальний для еукаріот і Lokiarchaeum — актин — необхідний для фагоцитозу в еукаріот [4], тобто активного поглинання харчових часток. Здатність до фагоцитозу могла полегшити ендосимбіотичній появі мітохондрій, наявність яких служить одним з ключових відмінностей прокаріот і еукаріот, а також хлоропластів. Крім актину у Lokiarchaeum були виявлені інші важливі еукаріотичні білків: малі ГТФази Ras, комплекс генів ESCRT, необхідний для вигинів мембрани і відгалуження везикул від неї і роботи убіквітин — опосередкованої системи деградації білка, характерною для еукаріот. Рибосоми Lokiarchaeum стоять ближче до рибосом еукаріот, ніж будь-які інші прокаріотичні рибосоми, зокрема, з прокаріот тільки у Lokiarchaeum є еукаріотичний рибосомний білок L22e.

## Еволюційне значення

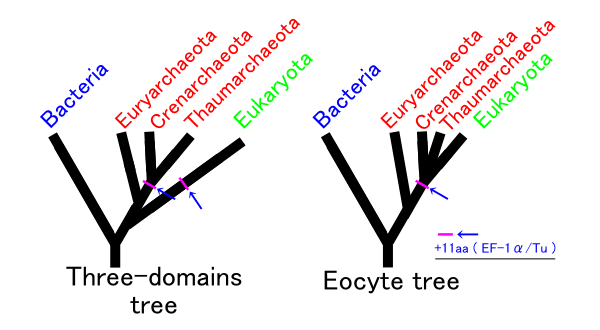
Класичне тридомне дерево (ліворуч) і двудомне, або еоцитне (праворуч)

Порівняльний аналіз генома Lokiarchaeum з іншими геномами дав можливість побудувати філогенетичне дерево, яке показало монофілію таксона, до якого увійшли еукаріоти і Lokiarchaeota, підтверджуючи еоцитну гіпотезу походження еукаріот (тобто від архей-господарів, що придбали мітохондрії в ході ендосимбіозу). Набір мембранно-пов'язаних функцій Lokiarchaeum дозволяє припустити, що загальний предок еукаріот міг займати проміжне положення між прокаріотами, позбавлених внутрішньоклітинних елементів, і еукаріотами, чиї клітини містять безліч різних органел.
Тридоменна система, запропонована Карлом Воузом, ділить клітинне життя на три домени: археї, бактерії і еукаріоти. Останні характеризуються великими, складно влаштованими клітинами з оточеними подвійною мембраною ядрами, що містять генетичний апарат клітини, і синтезуючими АТФ мітохондріями. Найдавнішими формами життя вважаються бактерії і археї, оскільки найстаріші викопні породи, що містять ознаки ліпідів архей, мають вік до 3,8 млрд років. Поява еукаріотів, до яких належать найскладніше влаштовані клітини і всі справжні багатоклітинні організми, відбулася від 1,6 до 2,1 млрд років тому. Хоча еволюція еукаріот має надзвичайно велике значення, досі не було відомо ніяких проміжних форм між про- і еукаріотів. У зв'язку з цим відкриття Lokiarchaeum, що володіє багатьма, але не всіма рисами еукаріот, є доказом наявності переходу від архей до еукаріотів. У такому випадку за правилами кладистики еукаріоти можуть розглядатися як підгрупа архей, а класичне тридоменне дерево життя перетворюється на дводоменне (еоцитне).
Lokiarchaeota й еукаріоти ймовірно мають спільного предка та розійшлися приблизно 2 млрд років тому. Цей передбачуваний предок мав деякі необхідні «стартові» гени, які зробили можливим подальше ускладнення клітин. Безпосередньо з цього загального предка і почалася еволюція еукаріот.

### Філогенія
|  | Aigarchaeota |
|  |              |
|  | Geoarchaeota |
|  |              |

|  | Thaumarchaeota |
|  |                |
|  | Bathyarchaeota |
|  |                |

|  | Aigarchaeota |
|  |              |
|  | Geoarchaeota |
|  |              |

|  | Thaumarchaeota |
|  |                |
|  | Bathyarchaeota |
|  |                |

|  | Aigarchaeota |
|  |              |
|  | Geoarchaeota |
|  |              |

|  | Thaumarchaeota |
|  |                |
|  | Bathyarchaeota |
|  |                |

|  | Aigarchaeota |
|  |              |
|  | Geoarchaeota |
|  |              |

|  | Thaumarchaeota |
|  |                |
|  | Bathyarchaeota |
|  |                |

|  | Aigarchaeota |
|  |              |
|  | Geoarchaeota |
|  |              |

|  | Thaumarchaeota |
|  |                |
|  | Bathyarchaeota |
|  |                |

|  | Aigarchaeota |
|  |              |
|  | Geoarchaeota |
|  |              |

|  | Thaumarchaeota |
|  |                |
|  | Bathyarchaeota |
|  |                |

|  | Aigarchaeota |
|  |              |
|  | Geoarchaeota |
|  |              |

|  | Thaumarchaeota |
|  |                |
|  | Bathyarchaeota |
|  |                |

|  | Aigarchaeota |
|  |              |
|  | Geoarchaeota |
|  |              |

|  | Thaumarchaeota |
|  |                |
|  | Bathyarchaeota |
|  |                |

|  | Odinarchaeota |
|  |               |
|  | Thorarchaeota |
|  |               |

|  | Lokiarchaeota |
|  |               |
|  | Helarchaeota  |
|  |               |

|  | Odinarchaeota |
|  |               |
|  | Thorarchaeota |
|  |               |

|  | Lokiarchaeota |
|  |               |
|  | Helarchaeota  |
|  |               |

|                     | Heimdallarchaeota |
|                     |                   |
| (+α─Proteobacteria) | Eukaryota         |
|                     | Eukaryota         |

|  | Odinarchaeota |
|  |               |
|  | Thorarchaeota |
|  |               |

|  | Lokiarchaeota |
|  |               |
|  | Helarchaeota  |
|  |               |

|  | Odinarchaeota |
|  |               |
|  | Thorarchaeota |
|  |               |

|  | Lokiarchaeota |
|  |               |
|  | Helarchaeota  |
|  |               |

|                     | Heimdallarchaeota |
|                     |                   |
| (+α─Proteobacteria) | Eukaryota         |
|                     | Eukaryota         |

|  | Aigarchaeota |
|  |              |
|  | Geoarchaeota |
|  |              |

|  | Thaumarchaeota |
|  |                |
|  | Bathyarchaeota |
|  |                |

|  | Aigarchaeota |
|  |              |
|  | Geoarchaeota |
|  |              |

|  | Thaumarchaeota |
|  |                |
|  | Bathyarchaeota |
|  |                |

|  | Aigarchaeota |
|  |              |
|  | Geoarchaeota |
|  |              |

|  | Thaumarchaeota |
|  |                |
|  | Bathyarchaeota |
|  |                |

|  | Aigarchaeota |
|  |              |
|  | Geoarchaeota |
|  |              |

|  | Thaumarchaeota |
|  |                |
|  | Bathyarchaeota |
|  |                |

|  | Aigarchaeota |
|  |              |
|  | Geoarchaeota |
|  |              |

|  | Thaumarchaeota |
|  |                |
|  | Bathyarchaeota |
|  |                |

|  | Aigarchaeota |
|  |              |
|  | Geoarchaeota |
|  |              |

|  | Thaumarchaeota |
|  |                |
|  | Bathyarchaeota |
|  |                |

|  | Aigarchaeota |
|  |              |
|  | Geoarchaeota |
|  |              |

|  | Thaumarchaeota |
|  |                |
|  | Bathyarchaeota |
|  |                |

|  | Aigarchaeota |
|  |              |
|  | Geoarchaeota |
|  |              |

|  | Thaumarchaeota |
|  |                |
|  | Bathyarchaeota |
|  |                |

|  | Odinarchaeota |
|  |               |
|  | Thorarchaeota |
|  |               |

|  | Lokiarchaeota |
|  |               |
|  | Helarchaeota  |
|  |               |

|  | Odinarchaeota |
|  |               |
|  | Thorarchaeota |
|  |               |

|  | Lokiarchaeota |
|  |               |
|  | Helarchaeota  |
|  |               |

|                     | Heimdallarchaeota |
|                     |                   |
| (+α─Proteobacteria) | Eukaryota         |
|                     | Eukaryota         |

|  | Odinarchaeota |
|  |               |
|  | Thorarchaeota |
|  |               |

|  | Lokiarchaeota |
|  |               |
|  | Helarchaeota  |
|  |               |

|  | Odinarchaeota |
|  |               |
|  | Thorarchaeota |
|  |               |

|  | Lokiarchaeota |
|  |               |
|  | Helarchaeota  |
|  |               |

|                     | Heimdallarchaeota |
|                     |                   |
| (+α─Proteobacteria) | Eukaryota         |
|                     | Eukaryota         |

## Prometheoarchaeum syntrophicum
На початку 2020 року японські дослідники повідомили, що їм вдалося виділити з глибоководних мікробіологічних зразків групу прокаріотів, серед яких був організм з клади Lokiarchaeota. Цей організм отримав назву Prometheoarchaeum syntrophicum та виявився синтрофом, що співіснує з бактерією Halodesulfovibrio та метаногенною евріархеотою Methanogenium. Prometheoarchaeum syntrophicum зростає дуже повільно, тому отримати потрібну кількість клітин для дослідження біохімічних, клітинних та фізіологічних особливостей вдалося лише після 7 років культивування. Внутрішня структура клітини в цих архей виявилася дуже простою, тоді як позаклітинні структури є різноманітними.

## Ресурси Інтернету
- Марков А. Новооткрытый микроб заполняет брешь между прокариотами и эукариотами [Архівовано 16 травня 2015 у Wayback Machine.]
- Spang Anja, Saw Jimmy H., Jørgensen Steffen L., Zaremba-Niedzwiedzka Katarzyna, Martijn Joran, Lind Anders E., van Eijk Roel, Schleper Christa, Lionel Guy & Thijs J. G. Ettema. Complex archaea that bridge the gap between prokaryotes and eukaryotes // Nature. — Published online 06 May 2015.
- Embley T. Martin & Tom A. Williams. Steps on the road to eukaryotes // Nature. Published online 06 May 2015.